# Camellia subintegra
Camellia subintegra är en tvåhjärtbladig växtart som beskrevs av P.C. Huang. Camellia subintegra ingår i släktet Camellia och familjen Theaceae. Inga underarter finns listade i Catalogue of Life.